# 太乙 (恆星)
HD 119476，又名BD+65 953，SAO 16142、HR 5162，是一颗恒星，视星等为5.85，位于銀經114.42，銀緯51.47，其B1900.0坐标为赤經13h 38m 23.1s，赤緯+65° 51.47′ 39″。